# Thích Như Điển
Hòa thượng Thích Như Điển sinh ngày 28 tháng 6 năm 1949, xã Xuyên Mỹ, huyện Duy Xuyên, tỉnh Quảng Nam, Việt Nam. Ông là một người học rộng, biết nhiều ngôn ngữ, cho đến nay Ông đã sáng tác khoảng 73 tác phẩm và dịch phẩm từ tiếng Việt, tiếng Anh, tiếng Hán, tiếng Đức và tiếng Nhật liên quan đến đề tài Phật giáo . Ông hiện là Đệ nhị Chủ tịch Hội đồng Điều hành GHPGVNTN Âu Châu, Phó Chủ tịch Hội đồng Tăng già Thế giới (World Buddhist Sangha Council - WBSC).

## Tiểu sử
Hòa thượng Thích Như Điển xuất gia năm 1964 tại Tổ Đình Phước Lâm, Hội An. Ông thọ sa di năm 1967. Ông đã từng học Đệ thất (tương đương lớp 7 hiện nay) tại trường Trung học Diên Hồng, Hội An. Vào năm 1965 khi trường Bồ Đề Hội An được thành lập, ông đã theo học lớp Đệ lục. Suốt các niên khóa từ 1965 đến 1968 tại trường Bồ Đề, ông thường xuyên đứng đầu lớp học. Từ năm 1969 đến năm 1970, ông học Đệ nhị (tương đương lớp 11 hiện nay) tại trường Trung học Cộng Hòa do Giáo sư Phạm Văn Vận làm Hiệu trưởng, ông đã thi đỗ Tú Tài I vào năm đó.
Từ năm 1970 đến năm 1971, ông đổi qua trường Trung học Văn Học của Giáo sư Trần Bích Lan học Đệ nhất Ban A, cũng chính năm này ông đã thi đỗ Tú Tài II (tương đương bằng tốt nghiệp Trung học phổ thông hiện nay).
Ông đã từng du học tại Nhật trước năm 1975 chuyên ngành Cử nhân giáo dục và Cao học Phật giáo tại Đại học Teikyo và Đại học Risso (Lập Chánh) tại Tokyo. Tiếp đó ông đến Đức vào ngày 22 tháng 4 năm 1977 với Visa du lịch, nhưng sau đó ông xin tỵ nạn tại Đức. Ở tại Kiel một năm để học tiếng Đức tại Đại học Kiel, tiếp đó ông dời về Hannover để học tiếp ngành giáo dục ở bậc sau Đại học, ông sống tại Đức từ đó cho đến nay .

## Hoạt động
Sau khi định cư tại Đức, vào ngày 2 tháng 4 năm 1978 Hòa thượng đã sáng lập ra một ngôi chùa cũ kỹ trên đường Kestnerstr. Tiếp đó vào năm 1980 dọn về đường Eichelkamp, và cũng chính nơi đây tờ báo Viên Giác được khai sinh. Cho tới nay đã phát hành đều đặn trong 21 năm và đã phát hành được 110 số . Trong khoảng thời gian này Hòa thượng luôn được Chính phủ Liên Bang Đức thường xuyên tài trợ để Hoà thượng có thể trang trải tiền nhà hàng tháng và duy trì đời sống của tờ Viên Giác .

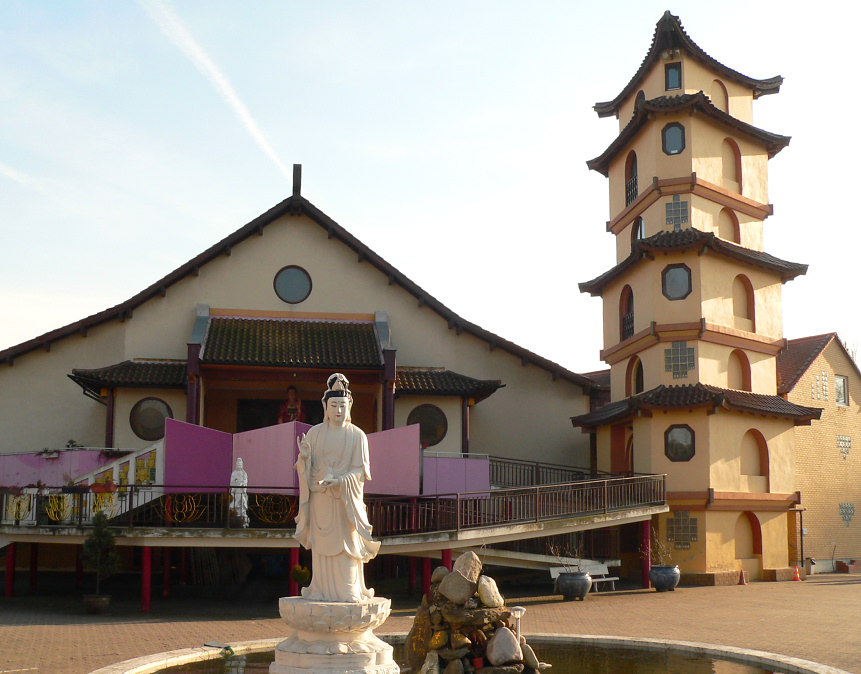
Chùa Viên Giác tại Hannover

Tháng 4 năm 1978 ông cho thành lập Niệm Phật Đường Viên Giác tại Hannover, từ đó đến nay ông đã quy y cho hơn 7.000 người Việt Nam trở thành Phật Tử và hằng trăm người Đức cũng đã tìm đến với Đạo Phật .
Hòa thượng Thích Như Điển có 36 đệ tử xuất gia, trong đó có nhiều người đã tốt nghiệp Cử nhân, Cao Học, Thạc sĩ và Tiến sĩ tại các Đại học danh tiếng ở Âu, Á và Mỹ châu. Ông cũng là người sáng lập Chi Bộ Giáo hội Phật giáo Việt Nam Thống Nhất Đức Quốc, thành lập Hội Sinh viên và Kiều bào Phật Tử Việt Nam tại Đức từ năm 1978 đến năm 1979. Ông là Chi Bộ trưởng Giáo hội Phật giáo Việt Nam Thống Nhất Đức Quốc cho tới năm 2003, và hiện là Tổng Thư ký của Giáo hội Phật giáo Việt Nam Thống Nhất Âu châu . Ông còn là thành viên Ban Hoằng Pháp của Hội đồng Tăng già Thế giới của 36 quốc gia, trụ sở chính đặt tại Đài Loan .
Ông đã được chính quyền quận Esschach chính thức cấp giấy phép để sang lại ngôi nhà tại đường Rebholzstraße gồm 700 mét vuông chỗ ở trên miếng đất rộng 9000 mét vuông. Với mục tiêu tạo một chốn tâm linh cho những người Việt cư ngụ tại Oberschwalben tu học và hành trì Phật pháp .
Hòa thượng Thích Như Điển thường xuyên được mời thuyết giảng pháp tại nhiều nơi trên thế giới. Ông cũng đứng ra tổ chức dẫn Phái đoàn hoằng pháp trên đất Mỹ mỗi năm một lần thu hút hàng ngàn Phật tử tham dự và được báo chí địa phương, đài truyền hình đăng tin. Tại Santa Ana Hòa thượng đã dành cho ký giả Kiều Mỹ Duyên (Đài SBTN) và phóng viên Nhật báo Viễn Đông một cuộc phỏng vấn để tìm hiểu một số vấn đề liên quan đến Phật giáo .
Năm 1988, ông được tấn phong lên hàng Giáo phẩm Thượng tọa tại giới đàn chùa Pháp Hoa Marseille, Pháp .
Ngày 28 tháng 06 năm 2008, ông được tấn phong lên hàng Giáo phẩm Hòa Thượng tại Đại Giới Đàn Pháp Chuyên tại chùa Viên Giác Hannover, Đức Quốc.
Ngày 08 tháng 07 năm 2011 tại Colombo thủ đô nước Tích Lan, Hội Đồng Tăng Già Tích Lan đã trao giải thưởng cao quý cho HT Thích Như Điển và HT Thích Minh Tâm.
Ngày 10 tháng 05 năm 2021, Hòa thượng Thích Tuệ Sỹ ra Thông bạch cung thỉnh thành lập Hội đồng Hoằng pháp GHPGVNTN do Hòa thượng Thích Tuệ Sỹ làm Cố vấn Chỉ đạo, Hòa thượng Thích Như Điển làm Chánh Thư ký và Hòa thượng Thích Nguyên Siêu làm Phó Thư ký.
Ngày 14 tháng 09 năm 2021, Văn phòng Thủ hiến Tiểu bang Niedersachsen gửi thư báo tin ngày 20 tháng 08, Tổng thống Frank-Walter Steinmeier ký quyết định trao tặng Huân chương Thập tự hạng nhất cho Hòa thượng Thích Như Điển. Do đại dịch Covid nên Lễ Trao Tặng Huân chương được thu gọn và diễn ra vào lúc 13 giờ 30 ngày 08 tháng 12, tại sảnh đường Mosaik của Tòa Thị sảnh mới Thành phố Hannover do ông Belit Onay, thị trưởng thành phố, thay mặt Tổng Thống chủ trì.
Ngày 27 tháng 11 năm 2021, tại Đại hội Hội đồng Hoằng pháp lần I, Hòa thượng Thích Như Điển được cung thỉnh làm Chánh Thư ký Hội đồng Phiên dịch Tam tạng Lâm thời.
*Ngày 29 tháng 8 năm 2024, sau khi HT Tuệ Sỹ viên tịch, Hội đồng Phiên dịch Tam tạng Lâm thời qua phiên họp mở rộng đã khâm thừa Quyết định số 07.VTT/CTK/QĐ do Hòa thượng Thích Tuệ Sỹ ấn ký ngày 21 tháng 9 năm 2023:
- Đổi tên Hội đồng Phiên dịch Tam tạng Lâm thời thành Ủy Ban Phiên Dịch Trung Ương. 
- Cung thỉnh Hòa thượng Thích Như Điển đăng lâm chức vụ Chủ Tịch Ủy Ban Phiên Dịch Trung Ương. Đồng thời Ủy Ban cũng cung thỉnh Hòa thượng Thích Thái Hòa vào chức vụ Chánh Thư Ký; Hòa thượng Thích Nguyên Siêu chức vụ Phó Thư ký.

## Tác phẩm
1. Truyện cổ Việt Nam (Tập 1 & Tập 2) - Nhật ngữ- 1974, 1975
2. Giọt mưa đầu hạ - Việt ngữ - 1979
3. Ngỡ ngàng - Việt ngữ - 1980
  4. Lịch sử Phật Giáo Việt Nam Hải Ngoại trước và sau năm 1975 - Việt & Đức ngữ -1982
5. Cuộc đời người Tăng sĩ - Việt & Đức ngữ - 1983
6. Lễ nhạc Phật Giáo - Việt & Đức ngữ - 1984
7. Tình đời nghĩa đạo - Việt ngữ - 1985
8. Tìm hiểu giáo lý Phật Giáo - Việt & Đức ngữ - 1985
9. Đời sống tinh thần của Phật Tử Việt Nam tại hải ngoại - Việt & Đức ngữ - 1986
10. Đường không biên giới - Việt & Đức ngữ - 1987
11. Hình ảnh 10 năm sinh hoạt Phật Giáo Việt Nam tại Tây Đức – Việt & Đức ngữ - 1988
12. Lòng từ Đức Phật - Việt ngữ - 1989
13. Nghiên cứu Giáo Đoàn Phật Giáo thời nguyên thủy I, II , III - dịch từ Nhật ngữ
ra Việt & Đức ngữ - 1990, 1991, 1992
14. Tường thuật về Đại hội Tăng già Phật Giáo thế giới kỳ 5 khóa I tại Hannover,
Đức Quốc - Việt, Anh, Đức ngữ - 1993
15. Giữa chốn cung vàng - Việt ngữ - 1994
16. Chùa Viên Giác - Việt ngữ - 1994
17. Chùa Viên Giác - Đức ngữ - 1995
18. Vụ án một người tu - Việt ngữ - 1995
19. Chùa Quan Âm (Canada) - Việt ngữ - 1996
20. Phật Giáo và con người - Việt & Đức ngữ - 1996
21. Khóa giáo lý Âu Châu kỳ 9 - Việt & Đức ngữ - 1997
22. Theo dấu chân xưa (Hành hương Trung quốc I) - Việt ngữ - 1998
23. Sống và chết theo quan niệm của Phật Giáo - Việt & Đức ngữ - 1998
24. Tiếp kiến Đức Đạt Lai Lạt Ma - Việt & Đức ngữ - 1999
25. Vọng cố nhân lầu (Hành hương Trung Quốc II) - Việt ngữ - 1999
26. Có và Không - Việt & Đức ngữ - 2000
27. Kinh Đại Bi (dịch từ Hán văn ra Việt văn) - Việt & Đức ngữ - 2001
28. Phật thuyết Bồ Tát Hành Phương Tiện Cảnh Giới Thần Thông Biến Hóa Kinh - dịch từ Hán văn ra Việt ngữ - 2001
29. Bhutan có gì lạ? - Việt ngữ - 2001
30. Kinh Đại Phương Quảng Tổng Trì - dịch từ Hán văn ra Việt ngữ - 2002
31. Cảm tạ xứ Đức - Việt & Đức ngữ - 2002
32. Thư tòa soạn báo Viên Giác trong 25 năm (1979 - 2003, 2004) - Việt ngữ - 2003
33. Bổn Sự kinh - Dịch từ Hán văn sang Việt ngữ - 2003
34. Những đoản văn viết trong 25 năm qua - Việt & Đức ngữ - 2003
35. Phát Bồ Đề Tâm kinh luận - Dịch từ Hán văn sang Việt ngữ - 2004
36. Đại Đường Tây Vức Ký - Dịch từ Hán văn sang Việt ngữ - 2004
37. Làm thế nào để trở thành một người tốt - Việt ngữ - 2004
38. Dưới cội bồ đề - Việt ngữ - 2005
39. Đại Thừa Tập Bồ Tát Học Luận - Dịch từ Hán văn sang Việt ngữ - 2005
40. Bồ Đề Tư Lương luận - Dịch từ Hán văn sang Việt ngữ - 2005
41. Phật nói luận A Tỳ Đàm về việc thành lập thế giới - Dịch từ Hán văn
sang Việt ngữ - 2006
42. Giai nhân và Hòa Thượng - Việt ngữ - 2006
43. Thiền Lâm Tế Nhật Bản - Dịch từ Nhựt ngữ sang Việt ngữ - 2006
44. Luận về con đường giải thoát - Dịch từ Hán văn sang Việt ngữ - 2006
45. Luận về bốn chân lý - Dịch từ Hán văn sang Việt ngữ - 2007
46. Tịnh Độ tông Nhật Bản - Dịch từ Nhật ngữ sang Việt ngữ - 2007
47. Tào Động tông Nhật Bản - Dịch từ Nhật ngữ sang Việt ngữ - 2008
48. Pháp ngữ - Việt ngữ - 2008
49. Những mẩu chuyện linh ứng của Đức Địa Tạng Vương Bồ Tát - Dịch từ Nhật ngữ sang Việt ngữ - 2009
50. Nhật Liên tông Nhật Bản - Dịch từ Nhật ngữ sang Việt ngữ - 2009
51. Chân Ngôn tông Nhật Bản - Dịch từ Nhật ngữ sang Việt ngữ - 2010
52. Chết an lạc, tái sanh hoan hỉ - Dịch chung với T.T. Nguyên Tạng từ Anh ngữ sang Việt Ngữ - 2011
53. Chuyện tình của Liên Hoa Hòa Thượng - Việt Ngữ - 2011
54. Tư tưởng Tịnh Độ Tông - Việt ngữ - 2012
55. Những bản kinh căn bản của Tịnh Độ Tông Nhật Bản - Dịch từ Đức ngữ sang
Việt ngữ - 2012
56. Dưới bóng đa chùa Viên Giác - Việt ngữ, viết chung với nhà văn Trần Trung Đạo - 2012
57. Diệu Pháp Liên Hoa kinh Văn cú - Dịch từ chữ Hán sang tiếng Việt - 2013
58. Hương Lúa Chùa Quê (Hoài Niệm Tuổi Thơ) - Việt ngữ, viết chung
với H.T. Thích Bảo Lạc - 2013
59. Hiện tượng của tử sinh - Việt ngữ - 2014
60. Nhật Bản trong lòng tôi - Việt ngữ - 2015
61. Kinh Ngũ Bách Danh Quán Thế Âm Bồ Tát - Chủ trì dịch và chứng nghĩa Việt văn
từ bản Hán văn của Quý Thầy Hạnh Định, Hạnh Tâm và Hạnh Bổn - 2015
62. Nước Úc trong tâm tôi - Việt ngữ - 2016
63. Nước Mỹ bao lần đi và đến - Việt ngữ - 2017
64. Thiền quán về Sống và Chết - Dịch từ Anh ngữ sang Việt ngữ, dịch chung với
  TT. Thích Nguyên Tạng - 2017
65. Mối tơ vương của Huyền Trân Công Chúa - Việt ngữ - 2018
66. Vua là Phật, Phật là Vua - Việt ngữ - 2020
67. Phật Giáo Việt Nam tại Âu Châu - Việt ngữ - 2020
68. Tư tưởng Phật Giáo trong thi ca Nguyễn Du - Việt ngữ - 2021
69. Tôi đọc Đại Tạng Kinh – Việt ngữ - 2022
70. Sống với “Thán Di Sao của Ngài Thân Loan. Dịch từ Nhật ngữ sang Việt ngữ - 2023
71. Bàn về mối liên hệ giữa Văn Hóa, Giáo Dục và Tôn giáo. Việt ngữ - 2023.
72. Thân Loan Thánh Nhân Toàn Thư, Tập 1. Dịch từ Nhật ngữ và Cổ văn Hán tự
  sang Việt ngữ - 2023
73. Thân Loan Thánh Nhân Toàn Thư, Tập 2. Dịch từ Nhật ngữ và Cổ văn Hán tự
  sang Việt ngữ - 2024.

### Dịch Phẩm
- Kinh Đại Bi, Thích Như Điển
- Tịnh Độ Tông Nhật Bản, Kakehashi Jitsuen
- Thiền Lâm Tế Nhật Bản, Matsubara Taidoo

## Liên kết
- Hình Ảnh Hoằng Pháp Phái đoàn HT Thích Như Điển Tại Mỹ 2009 Lưu trữ ngày 12 tháng 4 năm 2009 tại Wayback Machine